# كينيث إيرباي
كينيث إيرباي (بالإنجليزية: Kenneth Irby)‏ هو شاعر أمريكي، ولد في 18 نوفمبر 1936 في مقاطعة مونتاغ في الولايات المتحدة، وتوفي في 30 يوليو 2015.